# Halkhori
Halkhori (nep. हलखोरी) – gaun wikas samiti w środkowej części Nepalu w strefie Dźanakpur w dystrykcie Mahottari. Według nepalskiego spisu powszechnego z 2001 roku liczył on 920 gospodarstw domowych i 5867 mieszkańców (2774 kobiet i 3093 mężczyzn).